# ThermaCare
ThermaCare é uma marca de almofada térmica descartável fabricada pela Angelini .
A marca foi introduzida pela primeira vez em 2001 pela Procter & Gamble .  A P&G vendeu a marca ThermaCare para a Wyeth em 2008 e fundiu-se com a Pfizer em 2009. Outra fusão ocorreu entre as divisões de saúde da Pfizer e da GlaxoSmithKline, e a marca foi vendida para a farmacêutica italiana Angelini em 2021.

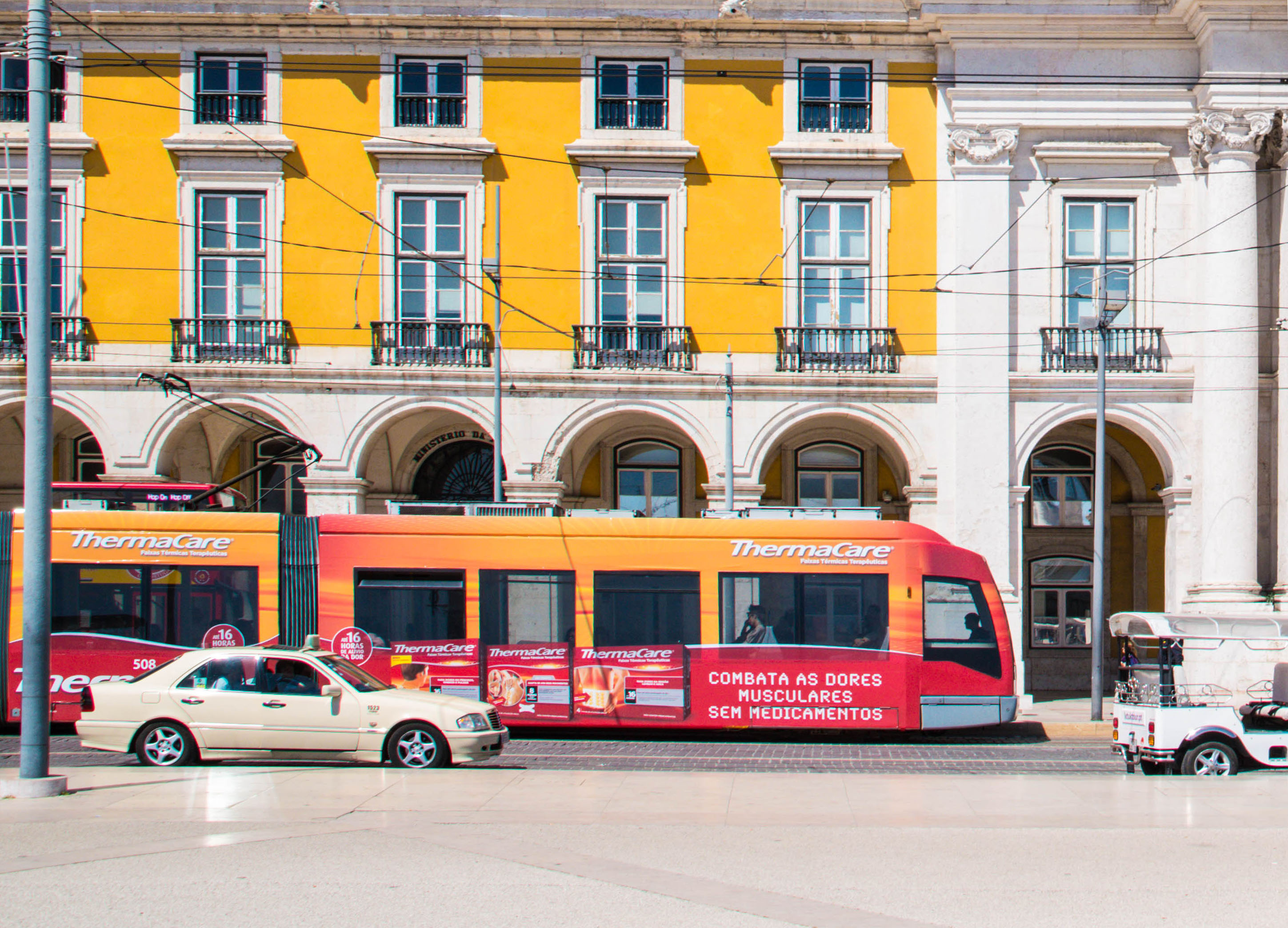
Anúncio da ThermaCare em um trem eléctrico de Lisboa, em 2017.

ThermaCare é um tipo de terapia contínua com uma bolsa térmica de baixo nível (BTBN), que é ativada ao entrar em contato com o ar, fornecendo aproximadamente oito horas de calor diretamente no local onde a bolsa térmica é aplicada. As bolsas térmicas Thermacare são projetadas para aplicações específicas, incluindo dores no pescoço ou no pulso, dores na parte inferior das costas, nos joelhos e cólicas menstruais. A terapia contínua da bolsa térmica de baixo nível (BTBN) demonstrou fornecer melhores resultados do que a terapia fria no tratamento precoce e na prevenção da dor muscular tardia (DMT) - dor muscular que ocorre dentro de 1 a 2 dias de esforço físico.  
Em um estudo sobre dor lombar realizado na US Spine & Sport Foundation em San Diego, Califórnia, em 2006, os participantes tratados com terapia contínua de envolvimento térmico de baixo nível (BTBN) antes do exercício relataram dor menos intensa e menos dificuldade para se movimentar após 24 horas. que o grupo de controle. Os participantes do estudo tratados com bolsas térmicas também mostraram maior alívio da dor (138%) do que aqueles que receberam tratamento padrão com compressas frias, de acordo com o diretor de pesquisa do estudo, John Mayer, Ph.D. O estudo concluiu que as bolsas térmicas foram eficazes no tratamento precoce e na prevenção da dor muscular tardia (DMT) – dor que ocorre dentro de 1-2 dias de esforço físico. 
As bolsas térmicas Thermacare foram estudadas em 13 ensaios clínicos randomizados e controlados para eficácia no alívio da dor muscular.  Quando aplicado na musculatura lombar, proporcionou maior alívio da dor por 24 horas após a aplicação quando comparado ao ibuprofeno, paracetamol e nenhum tratamento. Quando o mesmo produto foi aplicado no punho, diminuiu a dor e melhorou a amplitude de movimento (ADM) em pacientes com dor no punho. 

## Mecanismo
Foi desenvolvido em 1997 como uma bolsa térmica portátil para o tratamento de dores nas costas que não utilizava produtos irritantes como mentol ou capsaicina . Ele foi projetado como uma bolsa de tecido contendo vários pequenos discos feitos de pó de ferro, carvão ativado, cloreto de sódio e água. Quando a bolsa é removida da embalagem selada e exposto ao oxigênio, os discos oxidam em uma reação exotérmica. Este mecanismo permite que as embalagens térmicas portáteis mantenham o calor durante toda a aplicação de 90 minutos, em comparação com as compressas quentes convencionais de gel de silicato que começam a perder calor entre 15 e 20 minutos. Semelhante às bolsas quentes de gel de silicato, o aumento médio da temperatura dos músculos paravertebrais é de 2,2°C, a 1,5cm de profundidade e 1,1°C a 2cm. 